# Olavi Rove
Olavi Antero Rove (* 29. Juli 1915 in Helsinki; † 22. Mai 1966 ebenda; früher: Olavi Antero Rove Grönfelt) war ein finnischer Turner und Olympiasieger.
Er nahm 1948 im Alter von 32 Jahren erstmals an den Olympischen Spielen in London teil, wo er im Mannschaftsmehrkampf die Goldmedaille erhielt und beim Pferdsprung den zweiten Platz hinter Landsmann Paavo Aaltonen erreichte.
Bei den Olympischen Sommerspielen 1952 in Helsinki erreichte er im Mannschaftsmehrkampf den dritten Platz.